# Monoeca haemorrhoidalis
Monoeca haemorrhoidalis är en biart som först beskrevs av Smith 1854.  Monoeca haemorrhoidalis ingår i släktet Monoeca och familjen långtungebin. Inga underarter finns listade i Catalogue of Life.